# Chehalis (Washington)
Chehalis (kiejtéseⓘ: ʃəˈheɪlɪs) az Amerikai Egyesült Államok északnyugati részén, Washington állam Lewis megyéjében elhelyezkedő város, a megye székhelye. A 2010. évi népszámlálási adatok alapján 7259 lakosa van.

## Története
Chehalist 1873-ban alapították a Northern Pacific Railroad Kalama és Tacoma közötti vasútvonala mentén fekvő raktár mellett. Mivel Claquatót, az akkori megyeszékhelyet a vasútvonal nem érintette, a rangot Chehalis kapta meg. 1874-ben a raktár környezetében üzlet, törvényszék és lakóházak épültek. Chehalis 1883. november 23-án kapott városi rangot.
A térségbe később angol, skót-ír és skandináv favágók érkeztek.

### Elnevezése
A chehalis indiánok a mai Westport területén fekvő falvukat „mozgó és csillogó homokként” jellemezték. A felfedezők az őslakosokat chehalisoknak nevezték el. 1879-ben az S. S. Saundersről elnevezett Saundersville-t annak elhelyezkedése miatt Chehalisre keresztelték át.

## Éghajlat
A város éghajlata mediterrán (a Köppen-skála szerint Csb).

## Népesség
A 2010-es népszámláláskor a városnak 7259 lakója, 2868 háztartása és 1655 családja volt. A népsűrűség 482,6 fő/km2. A lakóegységek száma 3131, sűrűségük 208,2 db/km2. A lakosok 87%-a fehér, 1,7%-a afroamerikai, 1,3%-a indián, 1,3%-a ázsiai, 0,2%-a a Csendes-óceáni szigetekről származik, 5,7%-a egyéb, 2,8%-a pedig kettő vagy több etnikumú. A spanyol vagy latino származásúak aránya 11,6% (   )
A háztartások 31,1%-ában élt 18 évnél fiatalabb. 36,9% házas, 14,9% egyedülálló nő, 6% egyedülálló férfi, 42,3% pedig nem család. 35,3% egyedül élt; 16,8%-uk 65 éves vagy idősebb. Egy háztartásban átlagosan 2,36 személy élt; a családok átlagmérete 3,02 fő.
A medián életkor 33,5 év volt. A város lakóinak 24,5%-a 18 évesnél fiatalabb, 12,5% 18 és 24 év közötti, 25,9%-uk 25 és 44 év közötti, 22,6%-uk 45 és 64 év közötti, 14,4%-uk pedig 65 éves vagy idősebb. A lakosok 50,2%-a férfi, 49,8%-a pedig nő.

## Közigazgatás
A képviselő-testület hét tagját négy évre választják, közülük egy személyt polgármesternek neveznek ki. A napi működési feladatok ellátásáért városmenedzser felel.

## Nevezetes személyek
- Harry R. Truman, alkoholcsempész és üdülőtulajdonos, a Mount St. Helens 1980-as kitörésének áldozata[16]
- Henry C. Davis, gyógyszerész és üzletember[17]
- Izzie Stevens, fiktív szereplő[18]
- Kay Bell, amerikaifutball-játékos és birkózó[19]
- Morgan Christen, bíró[20]
- Ralph Towner, gitáros[21]
- Vean Gregg, baseballozó[22]

## Testvérváros
- Inasza, Japán (ma Hamamacu része)[23]

## Fordítás
- Ez a szócikk részben vagy egészben  a   Chehalis, Washington című angol Wikipédia-szócikk ezen változatának fordításán alapul.  Az eredeti cikk szerkesztőit annak laptörténete sorolja fel. Ez a jelzés csupán a megfogalmazás eredetét és a szerzői jogokat jelzi, nem szolgál a cikkben szereplő információk forrásmegjelöléseként.